# Sydney (fiume)
Il fiume Sydney è un emissario del Lago Blacketts, nella Nuova Scozia (Canada), che scorre per 7 chilometri sfociando poi nell'oceano Atlantico presso il porto della città canadese di  Sydney, con un bacino di 140 km2., a sud della cresta delle Coxheath Hills. Esso separa la comunità di Coxheath, sita sulla riva settentrionale, da quelle di Howie Centre e Sydney River. Il fiume è un estuario per gli ultimi 4.5 km sotto la diga Sysco, nell'omonima comunità. La diga fu eretta nel 1902, convertendo il tratto di fiume immediatamente a monte da estuario a lago di acqua dolce. Il suo bacino contiene più di 2000 abitazioni.
La valle del fiume Sydney è di tipo glaciale, con spessi depositi, kame, esker e ghiaia di deposito glaciale che creano una serie di laghi poco profondi, collegati fra loro da stretti canali. Questa valle è stata un tradizionale luogo di trasporto terrestre di canoe utilizzato dai nativi americani Mi'kmaq per viaggiare tra il porto di Sydney e la Baia orientale del Bras d'Or Lake. Il fiume è uno dei due unici corsi d'acqua del Canada con una popolazione nota del mollusco bivalve di acqua dolce  Lampsillis cariosa. Questo mollusco fu trovato a monte della diga costruita nel 1902, che ha aumentato la superficie dell'habitat di acqua dolce adatto alla Lampsillis cariosa.